# Chlorornis
Chlorornis is een geslacht van zangvogels uit de familie Thraupidae (tangaren). Het geslacht is monotypisch:
- Chlorornis riefferii  – Papegaaitangare